# Ramazan Şahin
Ramazan Şahin (n. 8 iulie 1983, Hasaviurt, RSFS Rusă, URSS) este un luptător ce a reprezentat Uniunea Republicilor Sovietice Socialiste, medaliat olimpic. A participat la 2 ediții ale Jocurilor Olimpice (2008, 2012) în care a câștigat o medalie de aur.